# Perfect Weapon
Perfect Weapon est un jeu vidéo d'action-aventure développé par Gray Matter et édité par ASC Games, sorti en 1997 sur Windows et PlayStation.

## Accueil
- PC Jeux : 73 %[1]